# 沖田優衣
沖田 優衣（おきた ゆい、11月16日 - ）は、日本の女性声優。兵庫県出身。ネクシード所属。

## 経歴
大阪アニメーションスクール、ネクシード付属養成所アンド卒業。

## 人物
趣味はバレー、ダンス、写真を撮ること。

## 出演作品

### テレビアニメ
- 真・進化の実〜知らないうちに勝ち組人生〜（2023年、生徒2）

### ボイスコミック
- 真夏のサイレン

### 吹き替え

#### 映画
- カウントダウン・トゥ・デス（ラナ 他）
- キラー・ナマケモノ（モーガン 他）
- シャークネード5 ワールド・タイフーン（キャスター2 他）
- シン・タイタニック (イディナ)
- デイ・アフター・トゥモロー2021（エリカ 他）
- トランス・フューチャー（動画女 他）
- PLANET OF THE SHARKS 鮫の惑星（ビー）
- リベンジ・クィーン 封神:妲己 (玲瓏)
- ワイルドリング（女子高校 他）

#### ドラマ
- NCIS 〜ネイビー犯罪捜査班（クロエ 他）
- この恋は初めてだから
- ヒエラルキー（キル・イェジ）
- マキシマ オランダ・プリンセス物語（少女時代のフロー）

#### アニメ
- キャッチ!ティニピン（2022年、マージピン、エリ）
  - キラキラキャッチ!ティニピン（2024年、マコピン、エリ）

### ボイスオーバー
- ラブ・イズ・ブラインド メキシコ（アレハンドラ、プリシラ、ディアナ 他）

### テレビ番組
- スーパーJチャンネル（追跡！真実の行方）

### 舞台
- 運河～せせらぐ運命の河～
- 自分ルーレット